# 廖發壽
廖發壽（？—1864年）太平天國榮王。1860年隨忠王李秀成攻略浙江嘉興。1861年封滿天安。1862年，升滿天義，守嘉興。1863年封榮王。李鴻章率淮軍收復蘇州後，攻陷嘉興週圍平湖、乍浦、海監等地，圍困嘉興。1864年3月15日，淮軍攻陷嘉興，廖發壽被捕後處死。